# Griffen
Griffen (szlovénül: Grebinj) osztrák mezőváros Karintia Völkermarkti járásában. Lakossága 2016 januárjában 3517 fő volt.

## Elhelyezkedése

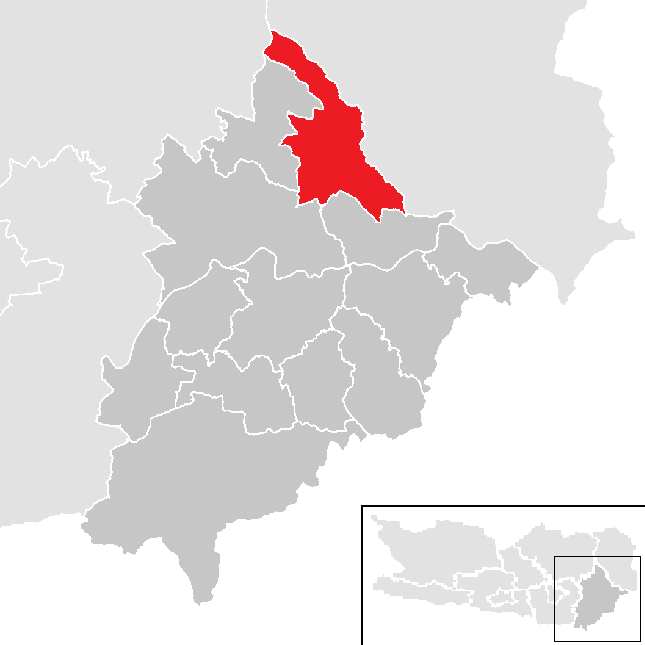
Griffen a Völkermarkti járásban

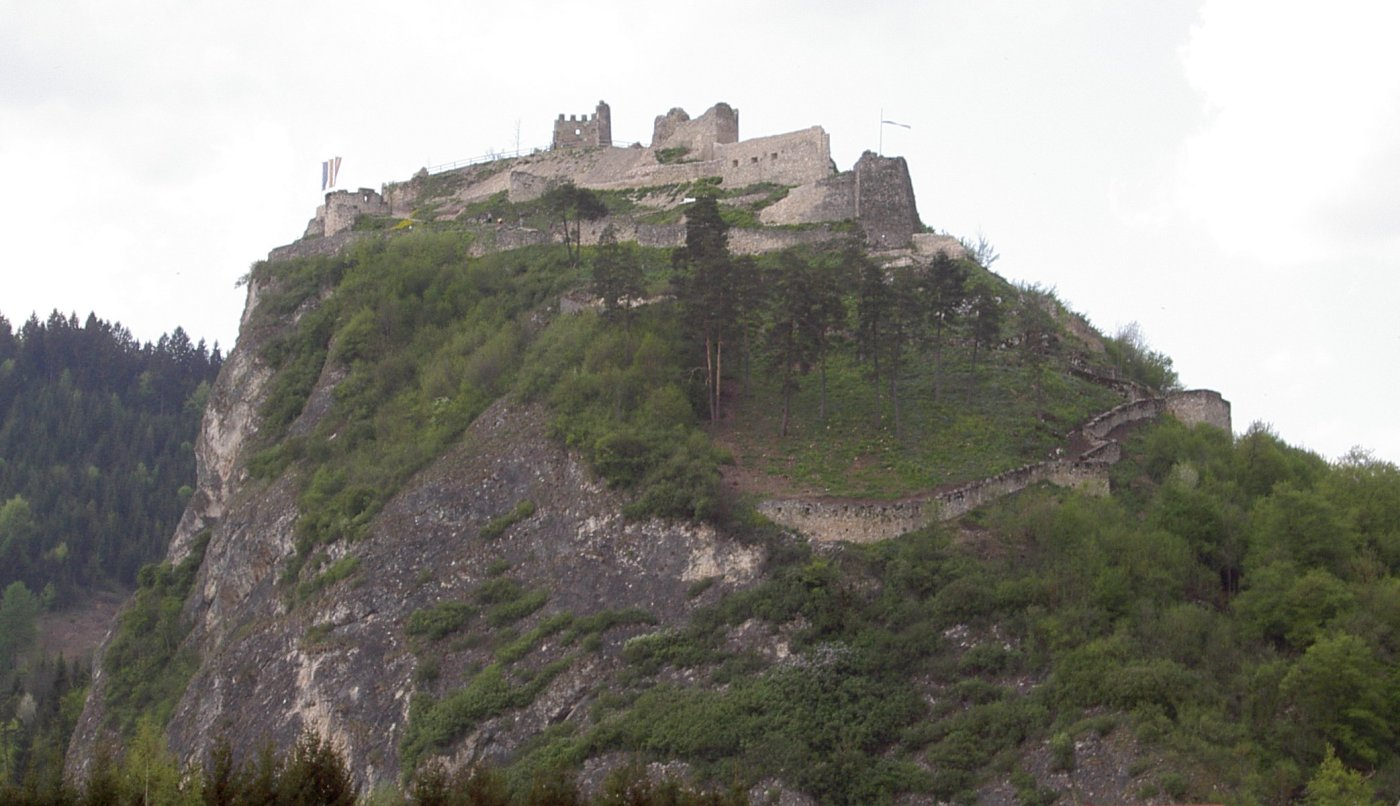
A griffeni várrom

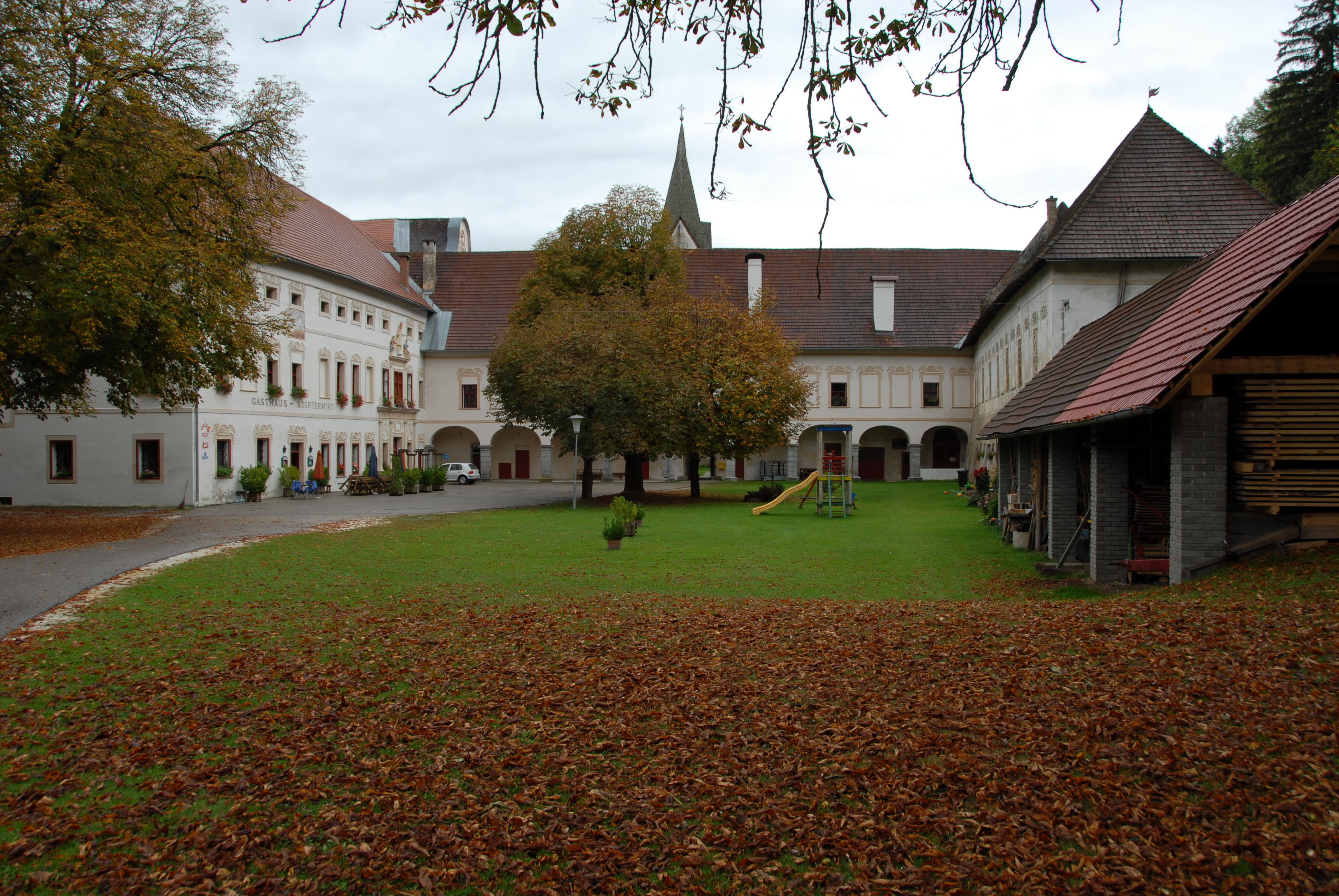
A kolostor udvara

Griffen Karintia délkeleti részén fekszik a Jauntal völgyében, a Klagenfurti-medence és a Lavant-völgy között. Az önkormányzathoz 9 katasztrális községben 35 kisebb-nagyobb falu és településrész tartozik.
A környező települések: délre Ruden, délnyugatra Völkermarkt, nyugatra Diex, északnyugatra Eberstein, északkeletre Wolfsberg, keletre Sankt Andrä és Sankt Paul im Lavanttal.

## Története
A második világháborúban a Burgbergen felfedezett cseppkőbarlangban 20-100 ezer év közötti korú neandervölgyi szerszámokat tártak fel. 
A település helyét először 822-ben említik Criuina néven a tiroli Innichen kolostorának tulajdonaként. Griffen várát a bambergi püspök építtette 1100 körül, a mai város ennek tövébe települt. A környező birtokok 1007-től egészen 1759-ig a bambergi püspökség tulajdonát képezték. Griffent 1237-ben már vásárjoggal bíró mezővárosként említik.  
1233-ban a román stílusú templomot a püspök megnagyobbította és átalakíttatta premontrei kolostorrá. Az épületkomplexum 1272-ben készült el és a 17. században barokk stílusban jelentősen kibővítették.
Az önkormányzat 1850-ben jött létre. 1869 és 1876 között a szomszédos Ruden is hozzá tartozott. 
A második világháború során, 1942 áprilisában a helyi szlovéneket deportálták. 

## Lakosság
2016 januárjában a griffeni önkormányzathoz tartozó településeknek 3517 lakója volt, ami némi visszaesést jelent a 2001-es 3677 főhöz képest. Akkor a lakosok 96,4%-a osztrák, 1,6%-a pedig boszniai állampolgár volt. 95,0% anyanyelveként a németet, 1,3% a szlovént jelölte meg. Katolikusnak 94,9%, evangélikusnak és mohamedánnak 1-1%, felekezeten kívülinek 1,7% vallotta magát. 

## Látnivalók
- a griffeni várrom
- a premontrei kolostor
- a Szt. Péter és Pál katolikus plébániatemplom
- Ehrnegg-kastély
- a wölfnitzi templom
- a griffeni cseppkőbarlang

## Híres griffeniek
- Peter Handke (1942-), író

## Fordítás
- Ez a szócikk részben vagy egészben  a   Griffen című német Wikipédia-szócikk ezen változatának fordításán alapul.  Az eredeti cikk szerkesztőit annak laptörténete sorolja fel. Ez a jelzés csupán a megfogalmazás eredetét és a szerzői jogokat jelzi, nem szolgál a cikkben szereplő információk forrásmegjelöléseként.